# زیگ آیینیگ
زیگ یا زیک (پارسی میانه: Zīg) یکی از نجیب‌زادگان ساسانی در سده سوم میلادی در زمان حکومت شاپور یکم بود.

## زندگی

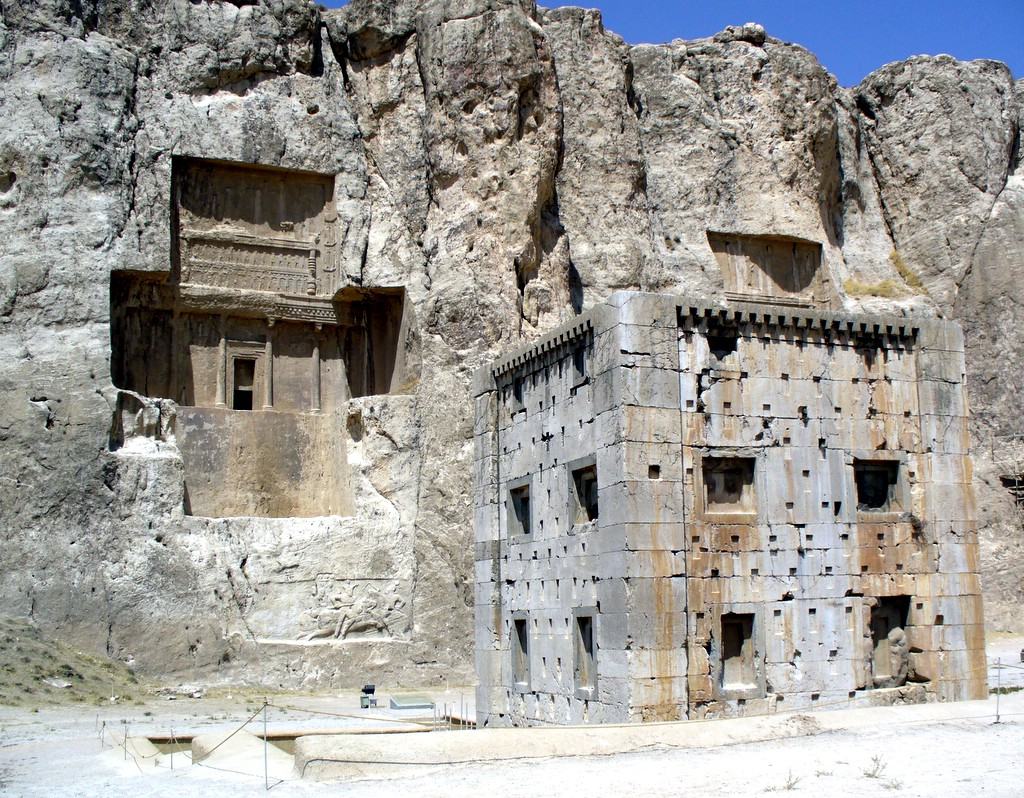
کعبه زرتشت، جایی که سنگ‌نوشته شاپور یکم حک شده‌است

از او در سنگ‌نوشته شاپور یکم بر کعبه زرتشت به عنوان آیینیگ (پارسی میانه: ayēnīg، رئیس تشریفات) یاد شده‌است. او در این سنگ‌نوشته در میان ۶۷ نجیب‌زاده در رتبهٔ بیست‌وششم قرار دارد. اطلاعات دیگری از زندگی او در دست نیست.